# Distrito Escolar Independiente de Amarillo

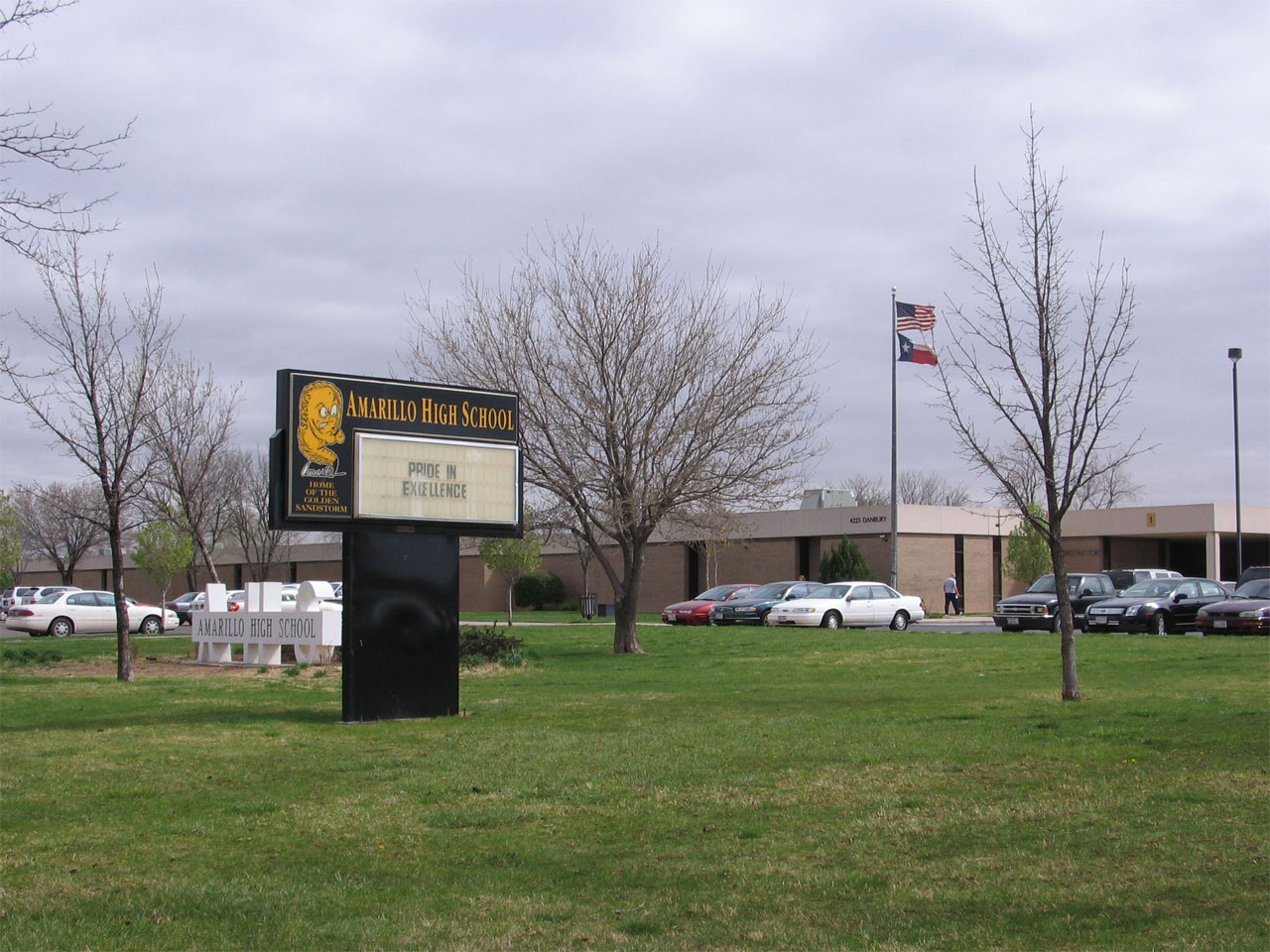
Amarillo High School

El Distrito Escolar Independiente de Amarillo (Amarillo Independent School District) es un distrito escolar de Texas. Tiene su sede en Amarillo. El distrito tiene 30.178 estudiantes. Amarillo ISD tiene 3.906 empleados, incluyendo 2.155 maestros/profesores. El consejo escolar del distrito tiene un presidente, un vicepresidente, y cinco miembros.